# Stadtroda
Stadtroda (tên là Roda cho đến năm 1925) là một thị xã trong bang Thüringen, Đức. Đô thị Stadtroda có diện tích 16,81 km². Stadtroda nằm bên sông Roda, một nhánh của Saale.
Theo vài nguồn, Faust sinh ra ở Roda vào năm 1480.